# مادام کوری (فیلم)
مادام کوری (به انگلیسی: Madame Curie) فیلمی ۱۲۴ دقیقه‌ای به کارگردانی مروین لیروی با بازی گریر گارسون و رجینالد اوئن است.